# El Debate (Uruguay)
El Debate fue un diario uruguayo matutino fundado el 29 de junio de 1931, su fundador y director fue Juan Pedro Suárez, compañero y amigo leal de Luis Alberto de Herrera.

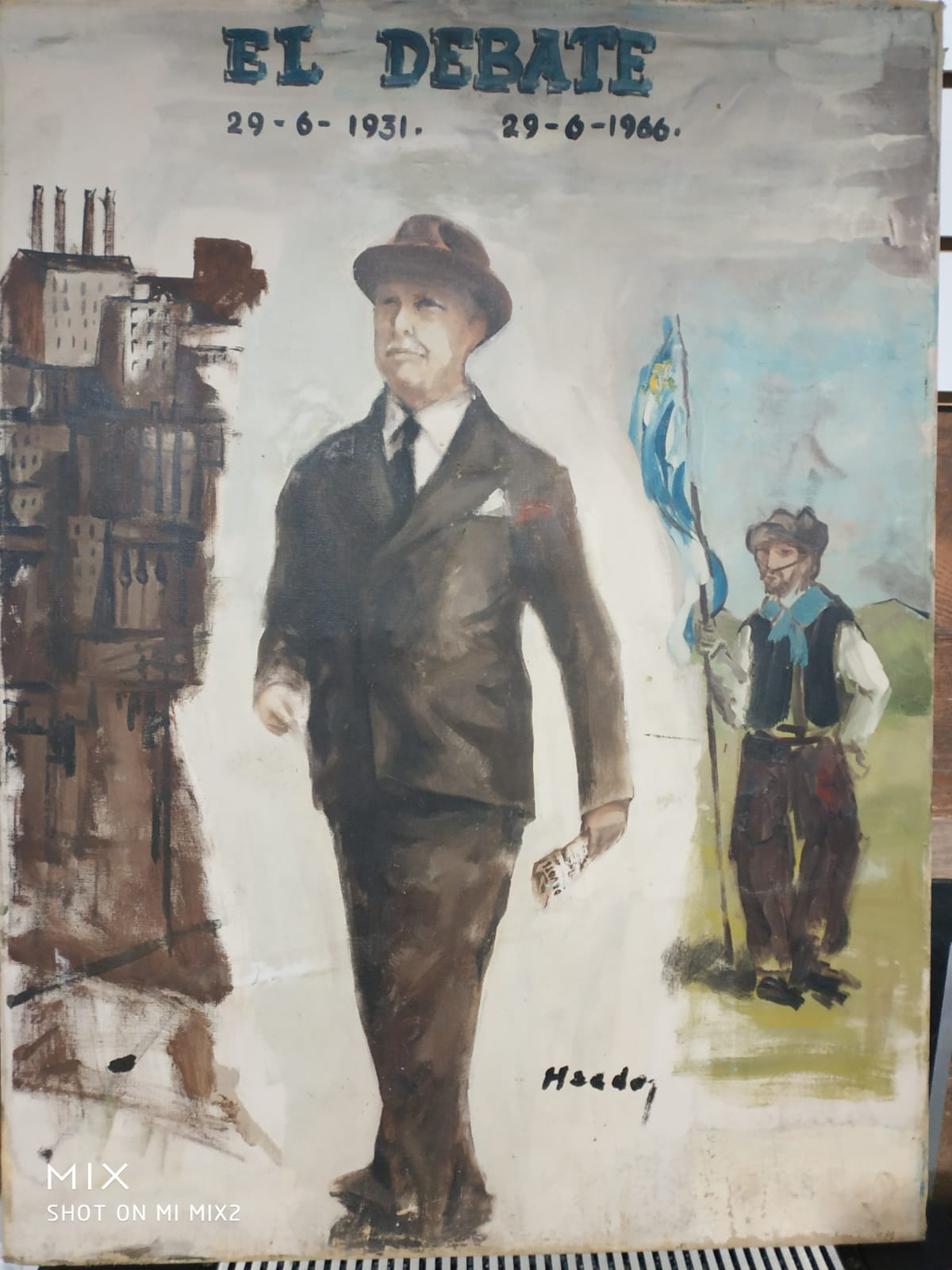
Homenaje al Periódico El Debate

Durante 38 años y hasta su muerte fue el medio de expresar las opiniones políticas y partidarias de Luis Alberto de Herrera. Sus directores fueron el doctor Pedro P. Berro, el doctor Carlos María Penadés, Ángel María Cusano, Manuel Fonseca, el doctor Juan Antonio Collazo Pittaluga, el doctor Luis María Guarneschelli, Antonio María de Freitas, Tomás Castro Bentancour, Diego Burgos Vera y Washington Guadalupe.
El diario sufrió inconvenientes en especial en la época de la Segunda Guerra Mundial al tomar una posición principista, nacionalista y antiimperialista. Ello granjeo la animosidad y el ataque de los intereses económicos en el Uruguay que pertenecían al sector aliadófilo. Voluntariamente o presionados por el miedo industriales y comerciantes le negaron avisos y el apoyo económico a El Debate. Inclusive durante 1942 y 1943 fue tan marcada la censura que no se encontraba en El Debate ni un solo aviso.
“El Debate” fue un diario exclusivamente político, no se proyectaba a las grandes masas como otros del medio. Era para blancos, y más que para blancos era para herreristas.
Los autores estaban señalados por cada día a la semana. Los lunes escribía el doctor Martín Echegoyen; los martes, el doctor Eduardo Víctor Haedo; los miércoles el doctor Segundo F. Santos; los jueves Ángel María Cusano; los viernes Juan Antonio Collazo Pittaluga; los sábados Carlos María Penadés y los domingos Felipe Amorín Sánchez. En muchas oportunidades también colaboró otro leal amigo de Luis Alberto de Herrera, el historiador americanista doctor Felipe Ferreiro
Dicho diario se editaba en la casona existente en los bajos de la sede del directorio del Partido Nacional, en Montevideo. Fue un clásico diario político partidario, especialmente militante y combativo. Dejó de publicarse en 1969, reapareciendo esporádicamente como semanario después.